# Prelom (glasbena skupina)
Prelom je bila priljubljena slovenska glasbena skupina, ki je delovala v 70. letih dvajsetega stoletja. Začeli so kot spremljevalna skupina takrat zelo popularnega pevca Zvoneta Bukovca in se kasneje odločili za avtorsko dejavnost. Sloveli so po izrednih vokalnih sposobnostih in razen lastnih, preigravali tudi uspešnice skupin, kot so Abba, Bee Gees in podobnih. Zaradi odhodov nekaterih članov v takratno JLA, se je zasedba z leti nekoliko spreminjala. V njihovih vrstah sta nekaj časa nastopala tudi Roman Medvešček in Peter Gruden. Njihove najbolj poznane skladbe: Vrnitev, Ljubezen iz šolskih dni, Nad srcem tvojim sije sonce ...  

## Originalna zasedba
- Jani Tutta - bobni,
- Tomaž Kozlevčar - klaviature, vokal
- Miro Markič - kitara, vokal
- Dušan (Duco) Markič - bas kitara, vokal

## Diskografija
- Vrnitev, Ljubezen iz šolskih dni - singel plošča 1977
- Nad srcem tvojim sije sonce, Deset dni - singel plošča 1978